# Fosse no 1 des mines de Carvin
La fosse no 1 dite Sainte-Barbe de la Compagnie des mines de Carvin est un ancien charbonnage du Bassin minier du Nord-Pas-de-Calais, situé à Carvin. La fosse est commencée en mai 1857 après la découverte du terrain houiller par un sondage, et elle commence à extraire en 1859. Deux corons sont bâtis à proximité. Un terril no 121 est édifié sur le carreau. La fosse est détruite durant la Première Guerre mondiale, après avoir produit 2 010 302 tonnes de houille, elle cesse définitivement d'extraire, et n'est pas reconstruite. Il ne subsiste que le puits sur le carreau de fosse, et il est utilisé pour aérer les autres fosses.
La Compagnie des mines de Carvin est nationalisée en 1946, et intègre le Groupe d'Oignies. La fosse no 1 est renommée fosse no 11 du Groupe d'Oignies. Elle cesse d'aérer en 1956 et le puits, profond de 256 mètres, est comblé. Le terril est intégralement exploité.
Une entreprise s'installe sur le carreau de fosse. Au début du XXIe siècle, Charbonnages de France matérialise la tête de puits no 1. Les corons existent toujours.

## La fosse

### Fonçage
Après la découverte du terrain houiller au sondage no 161, en 1857, la Société de Carvin ouvre, sur le territoire de la commune de ce nom, une fosse no 1 en mai 1857. La fosse est ouverte près du chemin de Carvin à Annœullin, et à 1 350 mètres au nord-ouest du clocher de Carvin.
Le niveau a été facile à passer à l'aide d'une simple machine d'extraction de trente chevaux. À un moment donné, on a cependant eu 6 000 hectolitres d'eau à épuiser par jour. Le terrain houiller a été atteint à 135,05 mètres, puis on a traversé successivement une couche de houille de 90 centimètres à 152,80 mètres, une couche de 83 centimètres à 164,30 mètres et une couche de 60 centimètres à 189,60 mètres, inclinées vers le sud de 18 à 26°.

### Exploitation
La houille, de nature sèche, est de bonne qualité et convient bien au chauffage des générateurs. Un accrochage est ouvert à 150 mètres, et, bien que les terrains soient assez accidentés, l'exploitation des trois belles couches rencontrées, commencée en 1859, fournit déjà en 1860, 1 500 hectolitres par jour, et réalise des bénéfices importants, 146 760,83 francs pour 1859 et 1860. L'extraction de la fosse no 1 s'élève successivement de 16 059 tonnes en 1859, 30 532 tonnes en 1860, 40 795 tonnes en 1861 et 65 680 tonnes en 1862,. La fosse no 2 est commencée en 1861 à 1 070 mètres au sud-sud-ouest de la fosse no 1. La no 3 l'est six ans plus tard à 1 600 mètres au sud-sud-est.

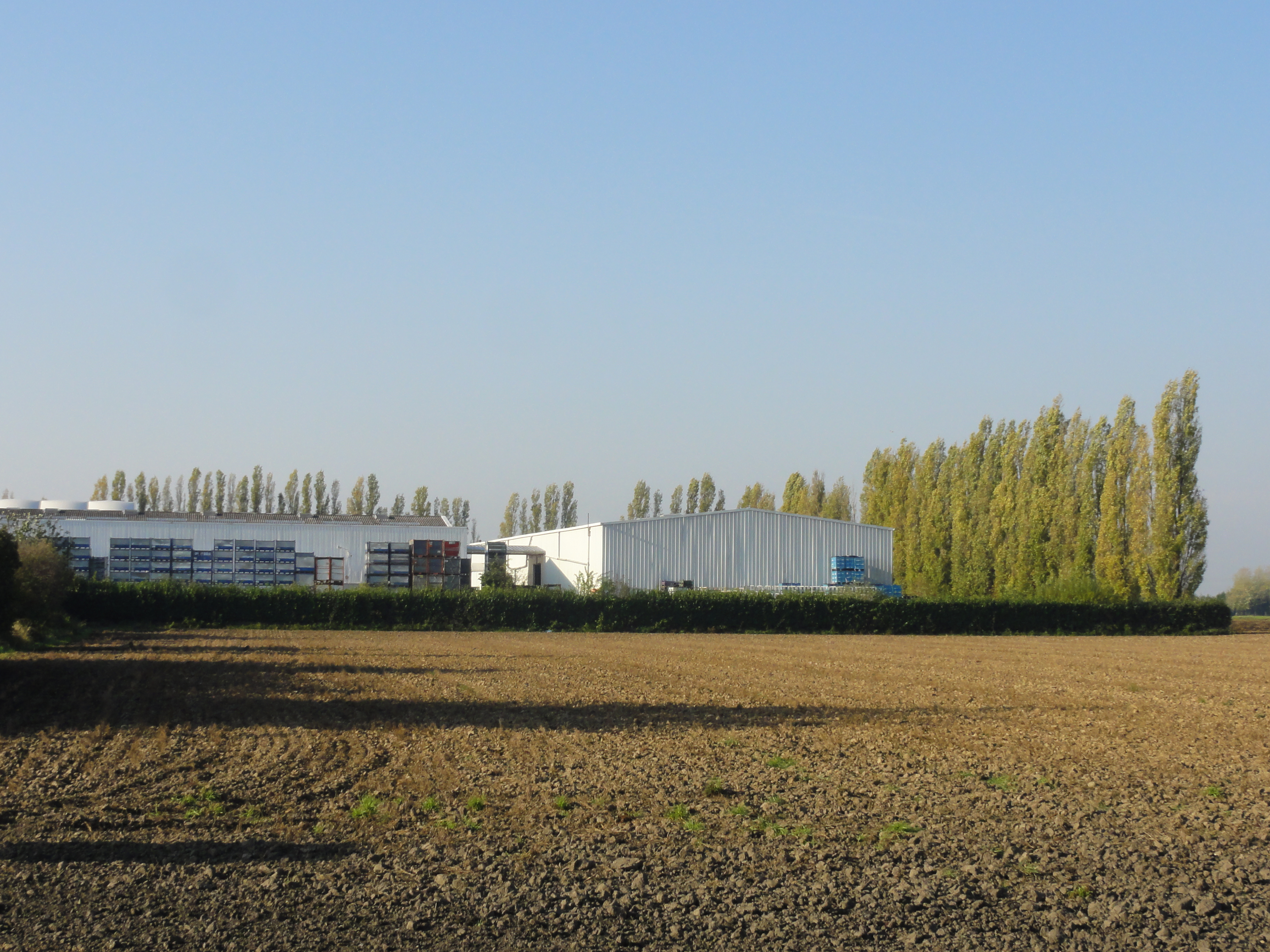
Une entreprise occupe le carreau de fosse.

Dans les années 1890, la fosse no 1 est profonde de 260,50 mètres, et le dernier accrochage est ouvert à 250 mètres. La fosse cesse d'extraire lors de la Première Guerre mondiale, et n'a jamais repris. La fosse a produit 2 010 302 tonnes de houille maigre. La fosse est entièrement détruite lors de la guerre. Le puits est conservé pour assurer l'aérage.
La Compagnie des mines de Carvin est nationalisée en 1946, et intègre le Groupe d'Oignies. Pour éviter toute confusion avec la fosse no 1 des mines d'Ostricourt sise à Oignies, la fosse no 1 est renommée fosse no 11 du Groupe d'Oignies. Le puits, profond de 256 mètres, est remblayé en 1956.

### Reconversion
Au début du XXIe siècle, Charbonnages de France matérialise la tête de puits. Le BRGM y effectue des inspections chaque année. Il ne reste rien de la fosse.

## Le terril
50° 30′ 20″ N, 2° 56′ 42″ E

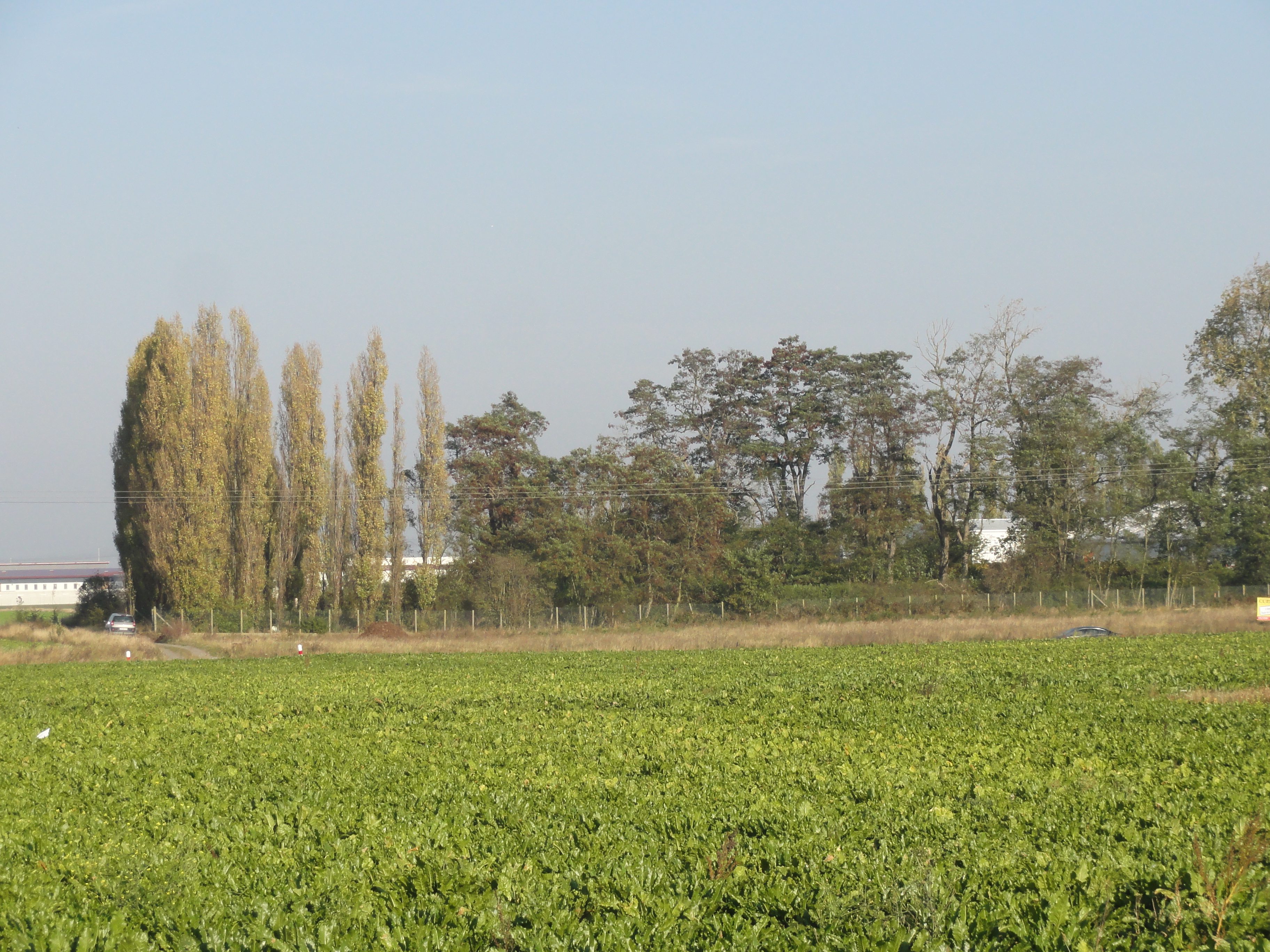
Le site du terril.

Le terril no 121, 11 d'Oignies, disparu, situé à Carvin, était le terril plat de la fosse no 1 des mines de Carvin. Initialement haut de dix-sept mètres, il a été intégralement exploité.

## Les cités
Deux corons ont été construits à proximité de la fosse no 1.

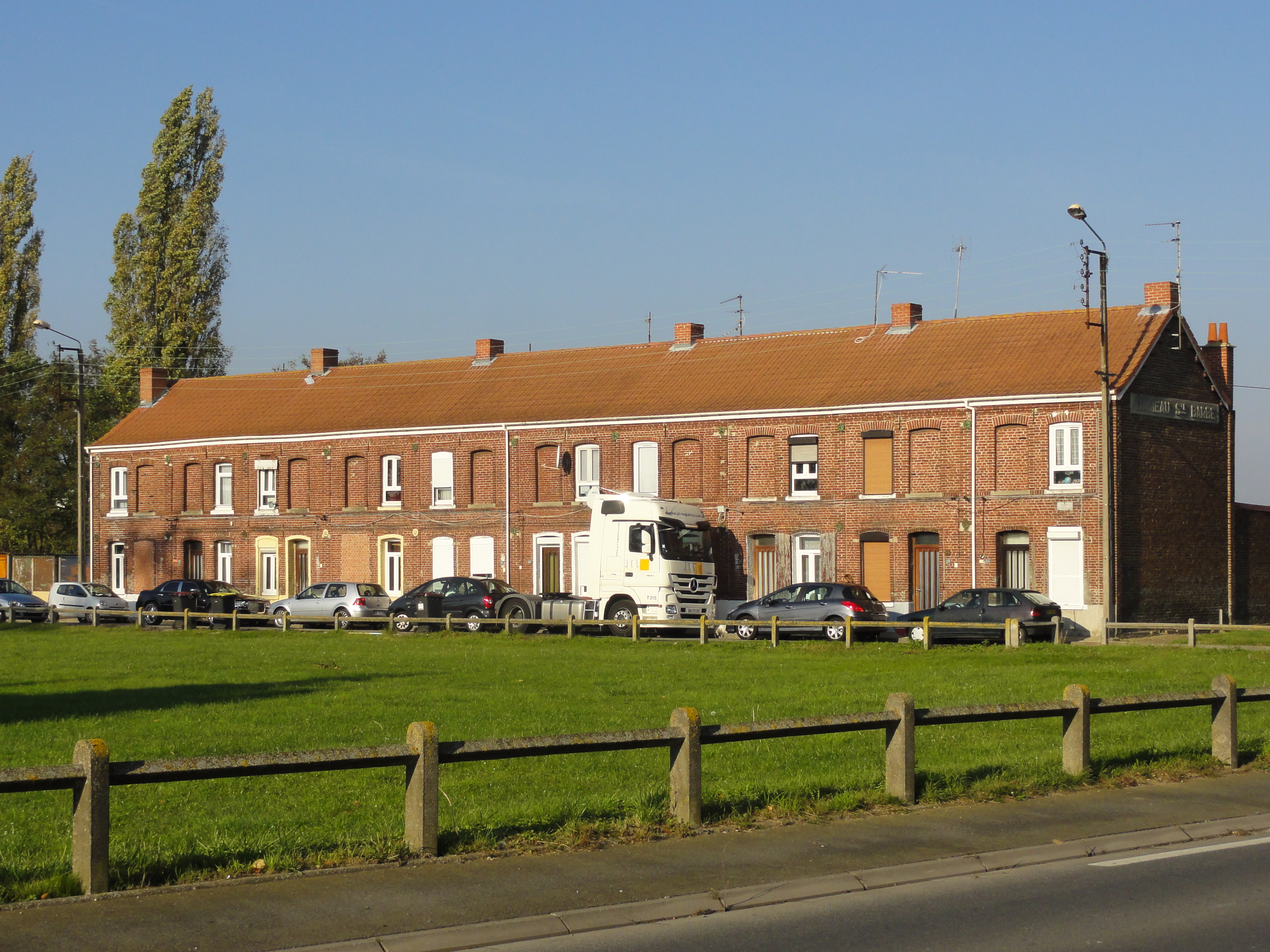
Un des deux corons.
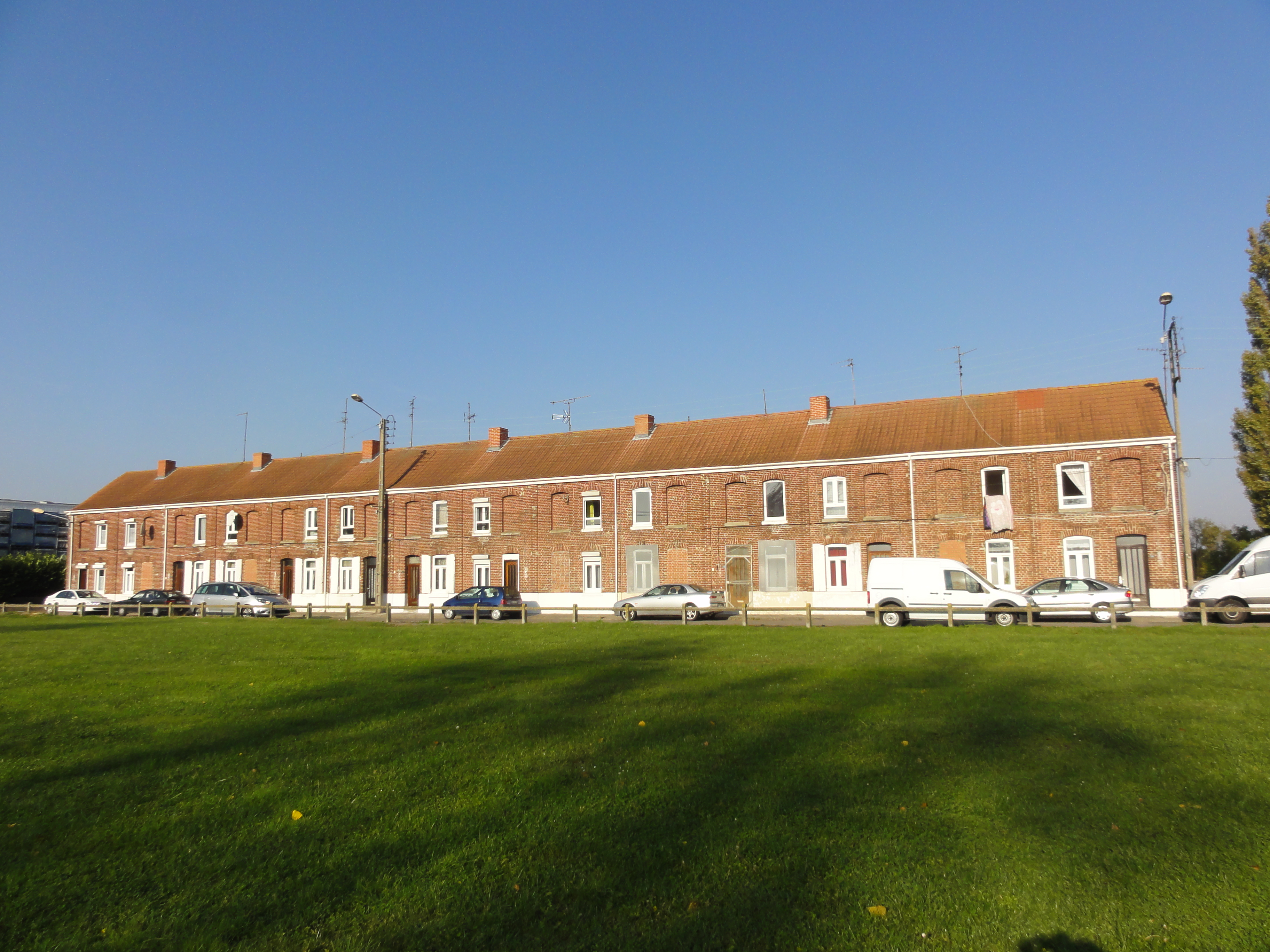
L'autre coron.
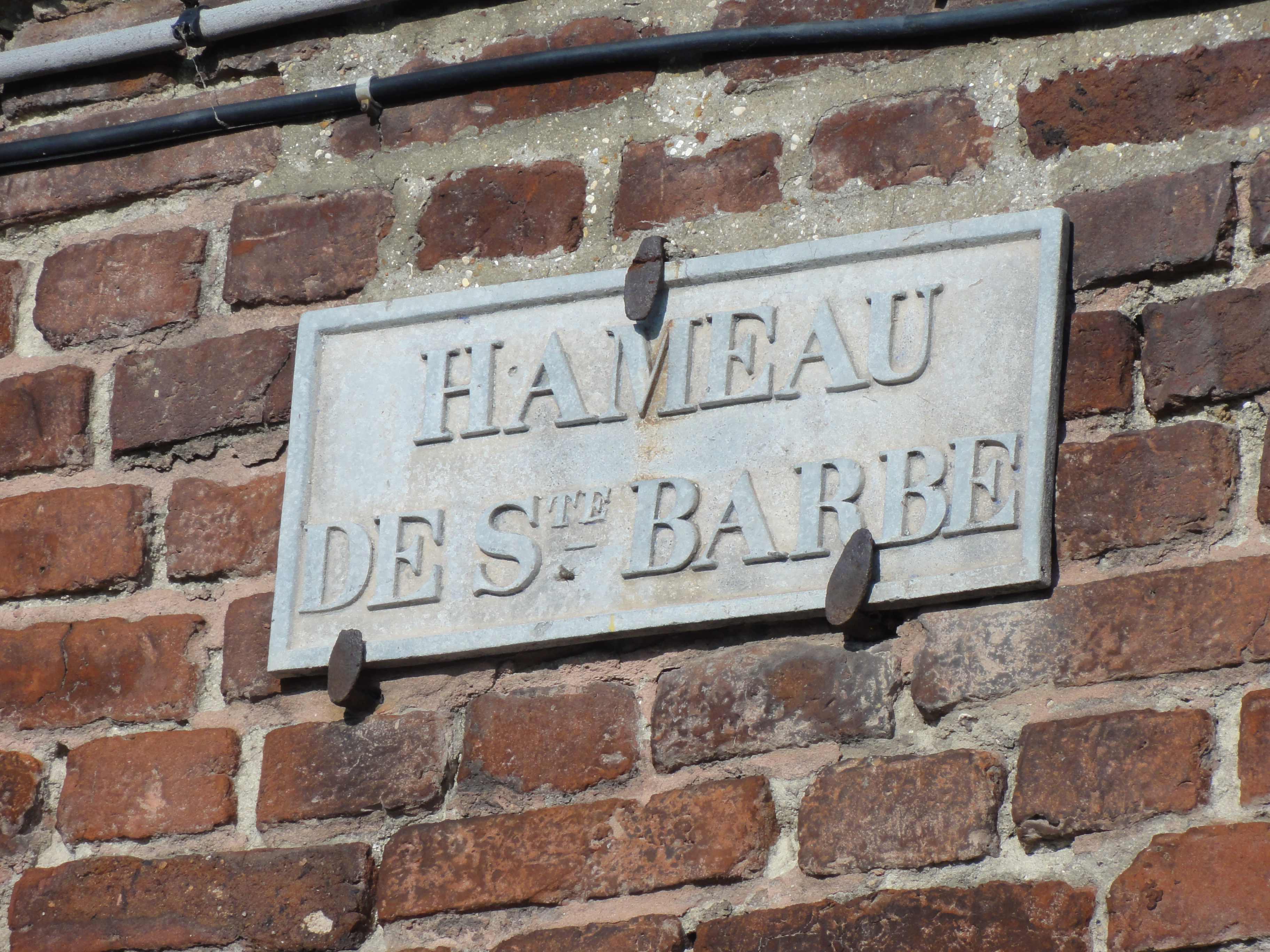
Plaque indiquant le hameau de Sainte-Barbe.
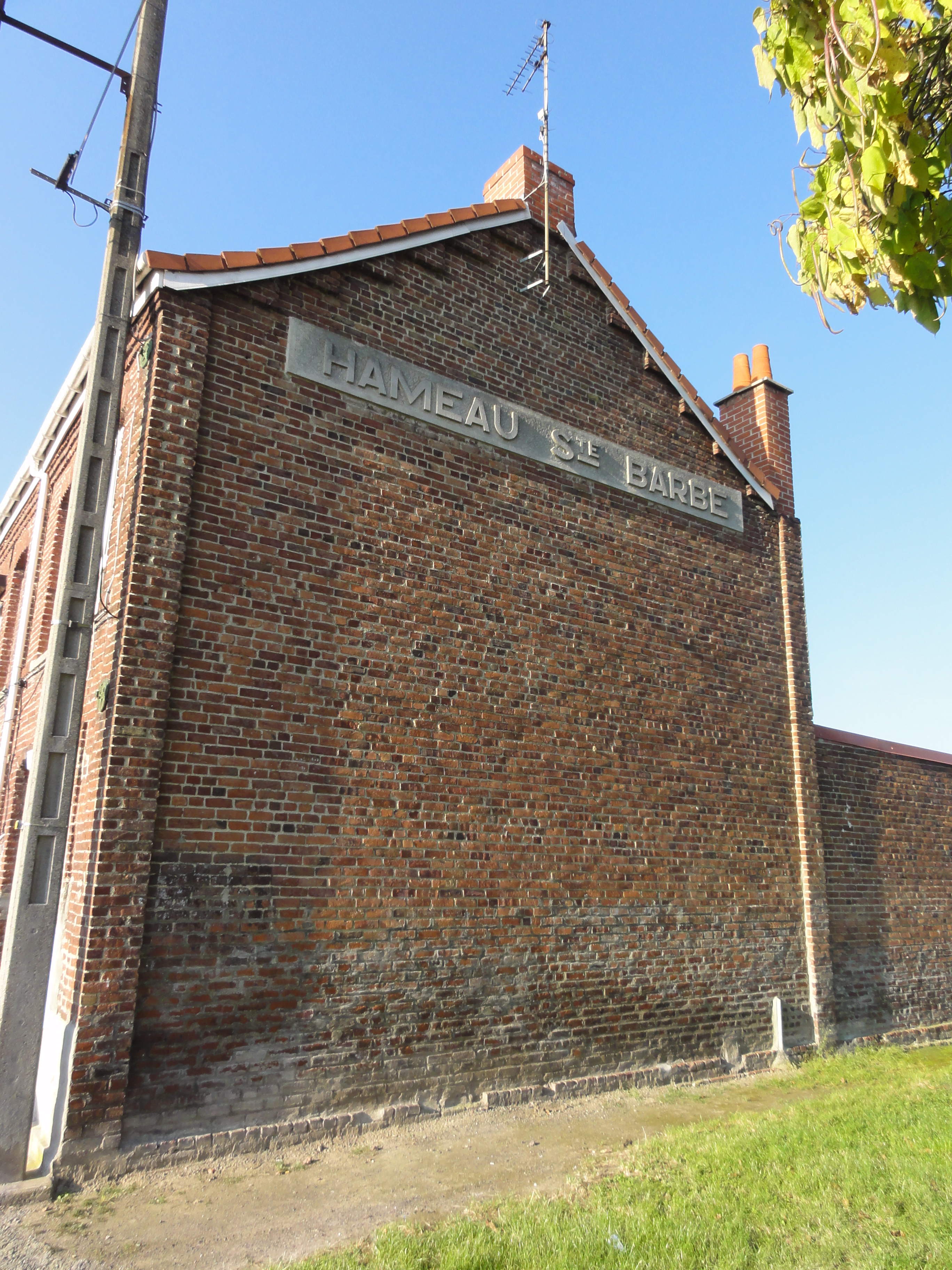
Le pignon du coron, en entrée de cité.
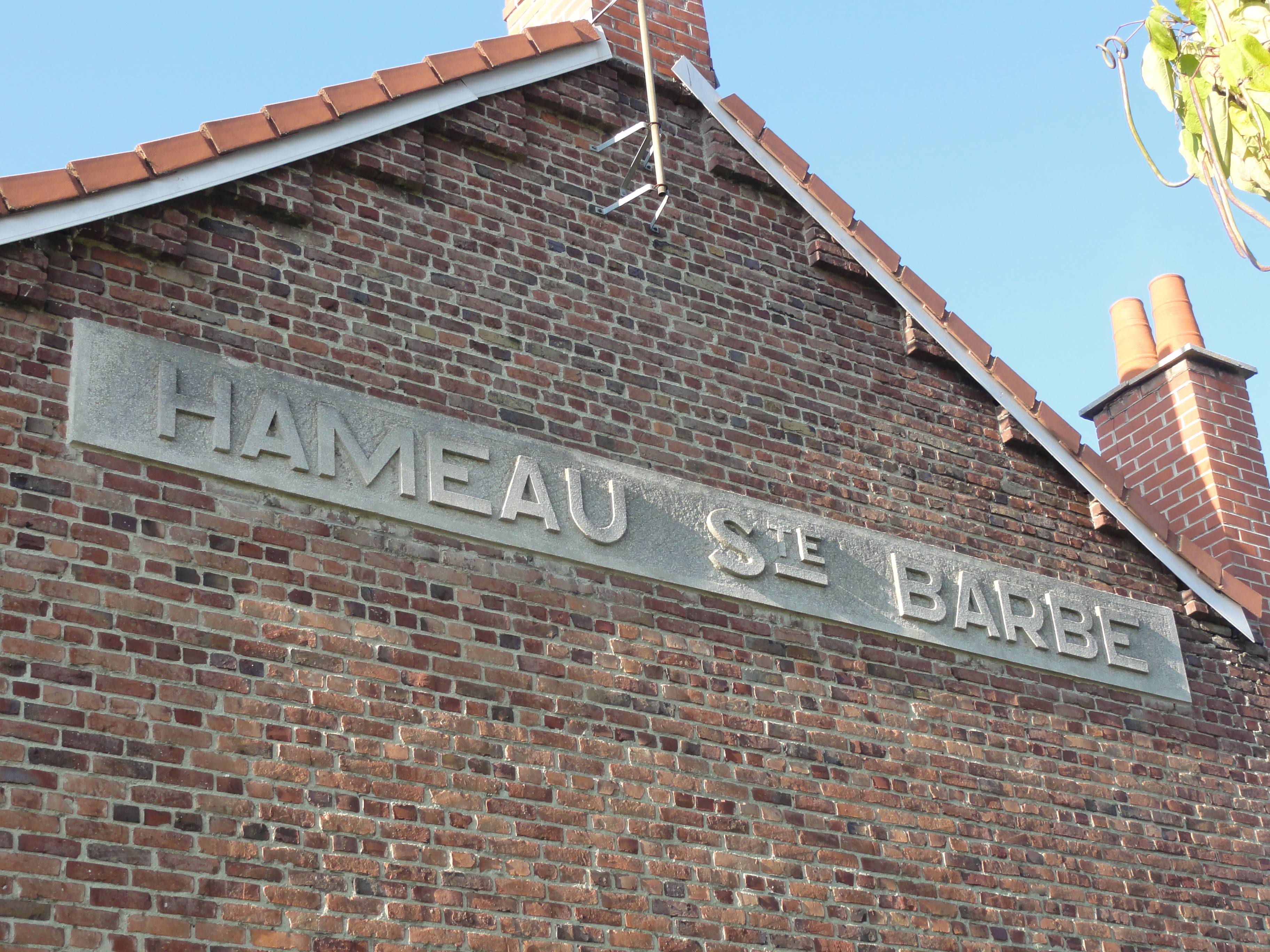
« Hameau Ste Barbe ».
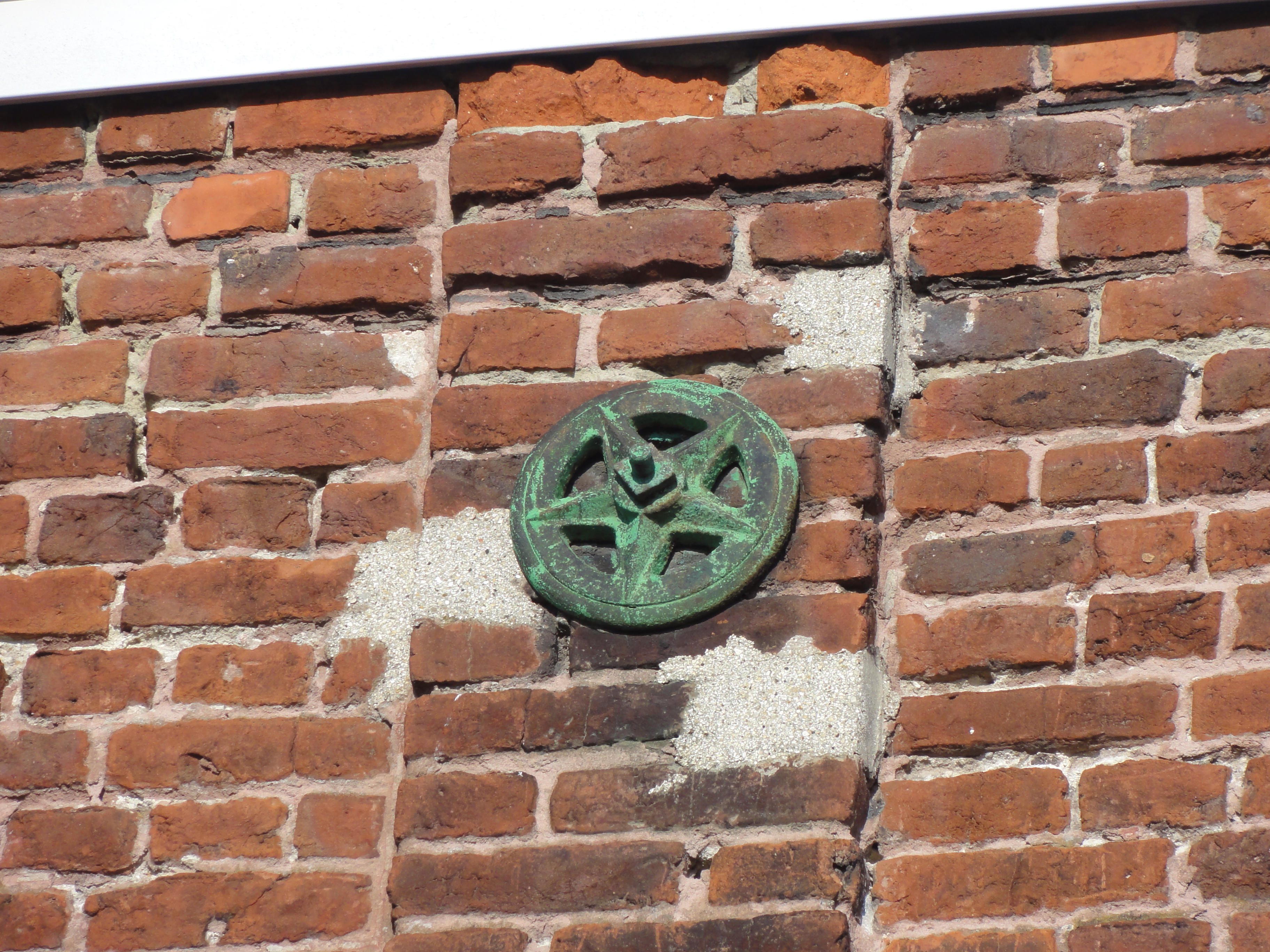
Un détail architectural.